# Reformierte Kirche Steinmaur

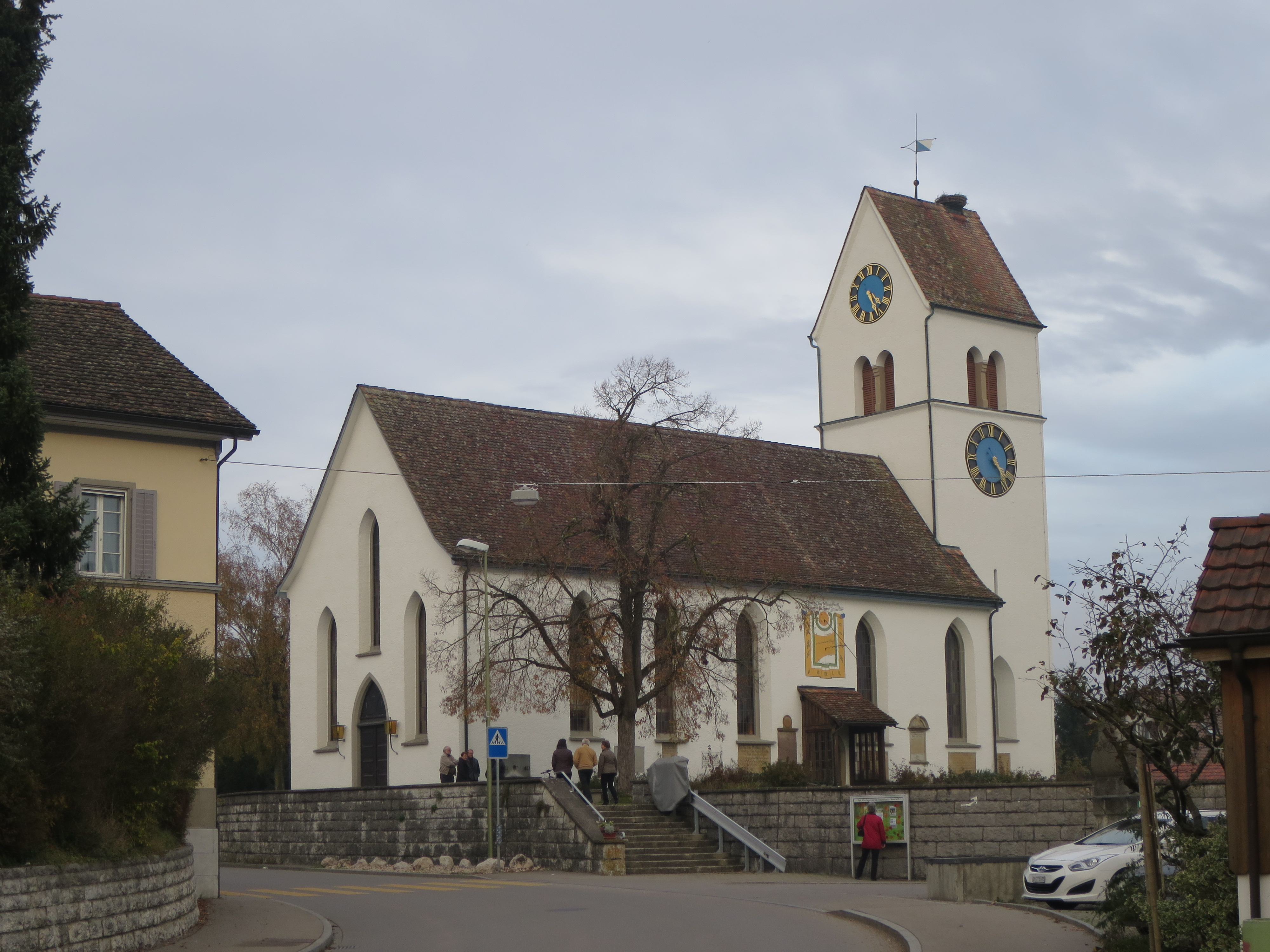
Kirche Steinmaur, Aussenansicht

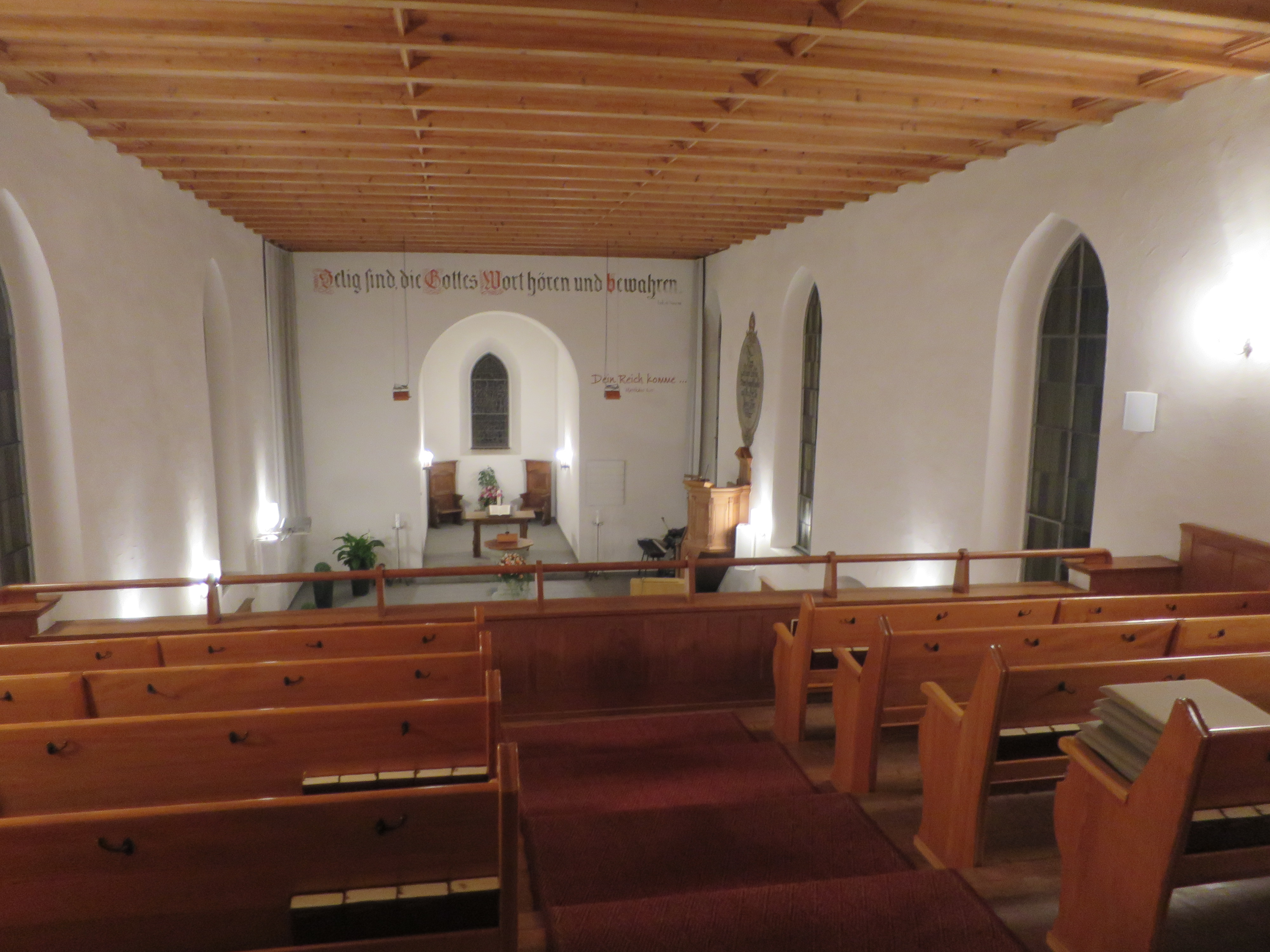
Blick von der Empore zum Chor

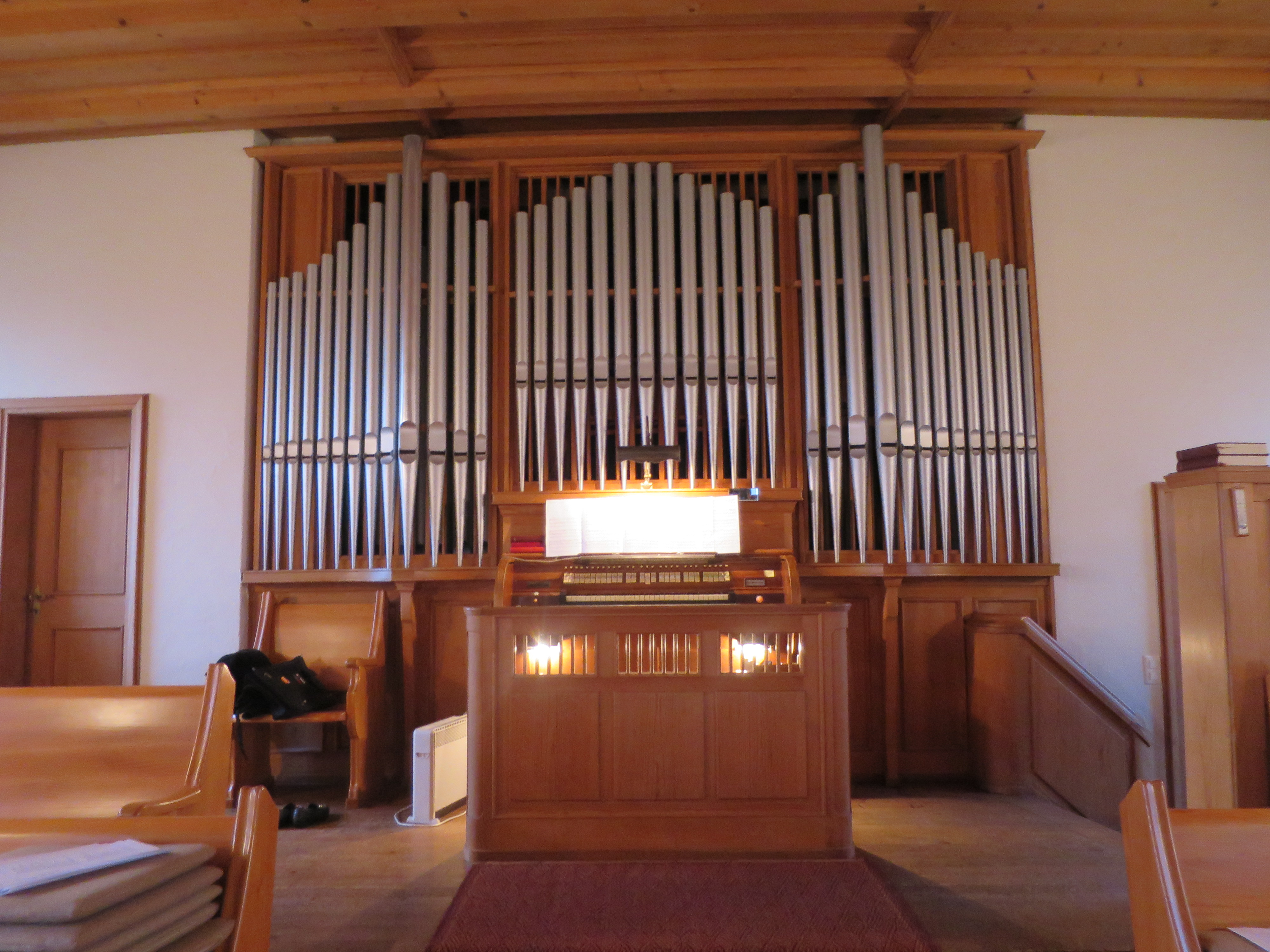
Orgelprospekt

Die Reformierte Kirche Steinmaur ist eine Landkirche in der Gemeinde Steinmaur, Kanton Zürich.

## Geschichte
Die Kirche wurde 1274 erstmals erwähnt. Die heutige Kirche wurde im 14. oder 15. Jahrhundert noch vor der Reformation erbaut. 1670, 1755 und 1820 wurde sie verlängert, 1857 renoviert und 1952 purifiziert. Vor der Umgestaltung befanden sich eine Seitenempore für die Orgel und ein Kanzellettner im Schiff. Die Baugeschichte des Gotteshauses ist typisch für Kirchengebäude der Zürcher Landschaft.
Das Pfarrhaus befand sich früher direkt vor der Hauptfassade der Kirche. Aktuell existiert ein Kirchgemeindehaus unweit der Kirche.

## Beschreibung

### Äusseres
Das gotische Sakralgebäude verfügt über einen Chorturm mit Käsbissendach. Ungewohnt sind die Zürcherfahne und das Storchennest auf dem First. Die Fassaden sind von hohen Spitzbogenfenstern geprägt, die zum Teil vom gotisierenden Umbau von 1820 stammen. Die Epitaphien der Pfarrherren an der Aussenseite der Kirche erinnern an die ehemalige Funktion des ummauerten Kirchhofs als Gemeindefriedhof. Auffallend ist die grosse spätbarocke Sonnenuhr über dem Vorzeichen auf der Südseite.

### Innenraum
Das Innere folgt dem einfachen Schema einer längsgerichteten Saalkirche mit Turmchor. Im Chor befinden sich zwei reich geschnitzte Kirchenörter von 1814. Das Chorfenster ziert ein Glasgemälde der Kreuzigung Christi von P. Eichenberger aus dem Jahr 1950. Die getönten Scheiben des Kirchenschiffs enthalten das neugotisch gestaltete Gemeindewappen und einen Verweis auf die Renovation von 1857. Von 1821 stammt der Taufstein.
In der Kirche sind drei Wandsprüche angebracht: Ein erster oberhalb der geschnitzten Kanzel wird von einem Medaillon eingefasst (Ps 26,8 ). Oberhalb des Chorbogens ist in Frakturschrift ein zweiter Wandspruch (Lk 11,28 ) und rechts davon in einer postmodernen Schriftart ein dritter Wandspruch (Mt 6,10 ) positioniert.
Auf der 1952 erneuerten Empore befindet sich die Orgel, ein Werk von Orgelbau Kuhn aus dem Jahr 1928. Das pneumatische Instrument verfügt über zwei Manuale und Pedal mit insgesamt 17 klingenden Registern. Die Empore ist über eine Treppe im Vorraum der Kirche zu erreichen.